# Валлийская Википедия
Валли́йская Википе́дия (валл. Wicipedia Cymraeg) — раздел Википедии на валлийском языке. Является единственной онлайн-энциклопедией на валлийском языке.
Валлийская Википедия была открыта в июле 2003 года. Развиваясь с небольшой скоростью, 23 июня 2007 года она стала 66-й Википедией, достигшей рубежа в 10 000 статей. Затем произошёл достаточно быстрый для этого раздела рост количества статей, когда с июня 2007 по ноябрь 2008 года их число увеличилось вдвое. Этот факт нашёл отражение в публикации в самом массовом журнале Уэльса — Golwg, издаваемом на валлийском языке, и газете Y Faner Newydd.
- 40 000 статей — 29 января 2013 года
- 50 000 статей — 22 июля 2013 года
- 55 000 статей — 18 марта 2014 года
- 70 000 статей — 21 июня 2016 года
- 80 000 статей — 6 октября 2016 года

По состоянию на 20 марта 2025 года Валлийская Википедия занимает 42 место среди всех языковых разделов Википедии, включая в себя 281 915 статей при показателе глубины, равном 17,4.
Валлийский раздел Википедии включён в каталог электронных ресурсов на сайте Национальной библиотеки Уэльса, ссылки на валлийскую википедию используются сайтом BBC Cymru в качестве дополнительных материалов к некоторым статьям, размещаемым на этом ресурсе.
В августе 2007 года Джимми Уэйлс использовал Валлийскую Википедию в качестве примера того, для чего нужны разделы на малых европейских языках:

Возможно, Вам и не нужна Википедия на валлийском. Число людей, которые говорят на валлийском, но не знают английского, очень невелико, и с каждым годом оно становится всё меньше. Так зачем же нам Валлийская Википедия? Ну, люди захотели, чтоб она была, и теперь они работают над ней. И главный мотив — сохранение языка. Это язык их отцов и матерей, и они хотят, чтобы он остался живым, чтобы сохранилась литература на нём. На некоторых из малых языков, таких, как баскский и каталанский, ведутся очень успешные проекты. Мне кажется, сохранение элементов языка и культуры с помощью совместных проектов имеет смысл.

## Текущая статистика
По состоянию на 20 марта 2025 года валлийский раздел Википедии содержит 281 915 статей. Зарегистрировано 96 237 участников, из них 124 совершили какое-либо действие за последние 30 дней, 11 участников имеют статус администратора. Общее число правок составляет 13 464 212.
Занимает 42 место по количеству статей среди всех разделов.